# Niquinohomo
Niquinohomo es un municipio del departamento de Masaya en la República de Nicaragua. Niquinohomo es «Patrimonio Histórico de la Nación» desde 23 de agosto de 2002. Junto a los municipios de Catarina, Masatepe, Nandasmo, San Juan de Oriente, Diriá y Diriomo conforma la Ruta de la Meseta de los Pueblos, un recorrido turístico en torno al Volcán Masaya donde hay un importante patrimonio cultural, tradicional y religioso. Está hermanado con la ciudad estadounidense de Providence.
Niquinohomo es la ciudad natal de Augusto César Sandino, el «general de hombres libres», Héroe Nacional de Nicaragua y referente fundamental el movimiento Sandinista y del Frente Sandinista de Liberación Nacional (FSLN) fundado por Carlos Fonseca Amador, junto a otros compañeros en 1961.

## Toponimia
Su nombre es de origen chorotega y significa “valle de guerreros”; está compuesto por los vocablos "nec:" “guerrero” y "nahome:" “valle”.

## Geografía
Niquinohomo ocupa el sector Sur del departamento de Masaya y está situado en la Meseta de los Pueblos a 40 kilómetros de Managua  y 5 kilómetros de la ciudad de Masaya. Su posición geográfica es;
- Altitud: 468 m s. n. m.
- Superficie: 31.69 km²
- Latitud: 11° 54′ 0″ N
- Longitud: 86° 6′ 0″ O.

### Límites
El municipio limita al norte con los municipios de Masaya y Nandasmo, al sur con los municipios de La Paz de Oriente y El Rosario, al este con los municipios de Catarina, San Juan de Oriente y Diriá y al oeste con el municipio de Masatepe.

### Hidrografía
No existe ningún accidente geográfico ni hidrológico de importancia reseñable.

## Historia
En la época precolombina el territorio que hoy ocupa Niquinohomo fue una región de tránsito de tribus que venían del sur hacia el norte, como los chibchas, talamancas, guatusos, y de otras que cruzaban de norte a sur, como los aztecas, zutuhiles y caribes. La etimología del nombre da pie a creer que el pueblo aquí asentado era guerrero y rebelde. Muchos de los guerreros que bajo las órdenes del cacique y caudillo indígena Diriangén, junto con junto con los caciques Nequecheri, de Granada, y Diriangén de Diriamba, combatieron contra Gil González Dávila en 1522 serían oriundos de este valle.
Hay constancia que en 1751 había en Niquinohomo 6 calles con unas 330 casas de paja, caña y teja y que se estaba construyendo la iglesia de Santa Ana, ya que el obispo Agustín Morel de Santa Cruz, de paso en esa fecha por el lugar, mencionó que en la plaza de frente a la iglesia se corrían toros.

### En elsigloXIX
A mediados del siglo XIX, en 1856, una epidemia de cólera morbus diezma la población del municipio. Se sabe que en esas fechas, y seguramente con anterioridad, Niquinohomo estaba bajo jurisdicción de Granada hay constancia documental de que esto era así desde 1870, año en el que se le concede al municipio el título de Villa de la Victoria (el 19 de febrero de 1870 bajo la administración del General Fernando Guzmán). Se dice que el nombre se originó a raíz de unos combates entre liberales y conservadores, en donde ganaron los conservadores. Se vinieron usando las dos denominaciones, la de Villa de la Victoria y la de Niquinohomo.
En 1884 el pueblo poseía una extensión de 126 caballerías, cada caballería equivale a 65 manzanas (algunos dicen que son 100), es decir unas 8190 manzanas, llegando hasta la laguna de Masaya por el norte. En esas fechas todavía consta su pertenencia a Granada.

### En elsigloXX
El 24 de agosto de 1962 nombran al municipio Ciudad de Niquinohomo mediante el decreto 738 aparecido en La Gaceta del jueves 6 de septiembre de ese mismo año.

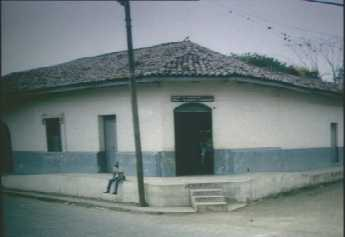
Casa natal de Augusto César Sandino (1988).

El 23 de agosto de 2002 en una sesión especial de la Asamblea Nacional de Nicaragua con la participación de Enrique Bolaños Geyer, presidente de Nicaragua, celebrada en la iglesia de Santa Ana en ocasión de celebrarse el 40 aniversario de su nombramiento como ciudad, Niquinohomo declarado Patrimonio Histórico de la Nación.

## Demografía
Niquinohomo tiene una población actual de 16,770 habitantes. De la población total, el 49.6% son hombres y el 50.4% son mujeres. Casi el 51.5% de la población vive en la zona urbana.

## Clima
La posición geográfica proporciona a Niquinohomo un clima tropical de sabana con una temperatura que oscila entre los 25 a 27 °C durante todo el año.

## Localidades
El municipio cuenta con 11 comarcas y 4 barrios junto con el casco urbano.
El municipio se divide en 4 barrios junto con el casco urbano son: María Auxiliadora, Tierra Blanca, Las Mercedes y El Guapinol.
El municipio está conformado por 11 comarcas son: El Zapotón, El Corozo, Los Huérfanos, Las Crucitas, Santa Rita, El Portillo, Justo Romero, La Curva, Hoja Chigüe 1, Hoja Chigüe 2 y Los Pocitos.

## Economía y servicios
La economía de Niquinohomo está basada principalmente en el sector primario. Las actividades principales son la agricultura y la ganadería. La actividad agrícola se centra en la producción de granos básicos, café, cítricos y floricultura. Hay 19 explotaciones cooperativas.
En cuanto a la ganadería hay una cabaña de unas 1550 cabezas de ganado que se dedican a la producción de carne, leche y productos lácteos que se comercializan en la comarca.
La industria, centrada fundamentalmente en la artesanía, es la segunda actividad económica de Niquinohomo. Los pequeños talleres artesanales trabajan diferentes oficios como madera, muebles, tapicerías, cuero, alfarería y torno. 
El sector de los servicios se compone del comercio (pulperías, panaderías, tabernas, sastrerías) que complementan al cercano centro de Masaya. Hay que tener en cuenta que las ciudades de Granada y Managua no quedan muy alejadas.

### Servicios
Salud
Los servicios de salud se cubren por el centro de salud Augusto César Sandino y puestos de salud en las comarcas Los Pocitos, El Portillo y Las Crucitas.
Telecomunicaciones
El municipio cuenta con servicios de telecomunicaciones, entre ellos telefonía fija, televisión por cable, telefonía celular de cuarta generación LTE (4G LTE) y el servicio de acceso a internet en distintas modalidades (ADSL, HFC, 4G, LTE), lo que permite tanto a sus pobladores como visitantes disponer de una variedad de alternativas de comunicación y entretenimiento.

## Cultura
El municipio cuenta con una biblioteca pública con más de ocho mil volúmenes que cubre no solo el área de Niquinohomo sino que también da servicio a San Juan de Oriente, Catarina y Nandasmo.
La casa natal de Sandino, donde hasta hace pocas fechas estaba establecida la biblioteca, ha sido remodelada y se pretende que vuelva a ser el museo del General de Hombres Libres.

## Patrimonio
Niquinohomo es la cuna de Augusto César Sandino, el «general de hombres libres». Desde el 23 de agosto de 2002, es Patrimonio Histórico de la Nación.

### Monumental

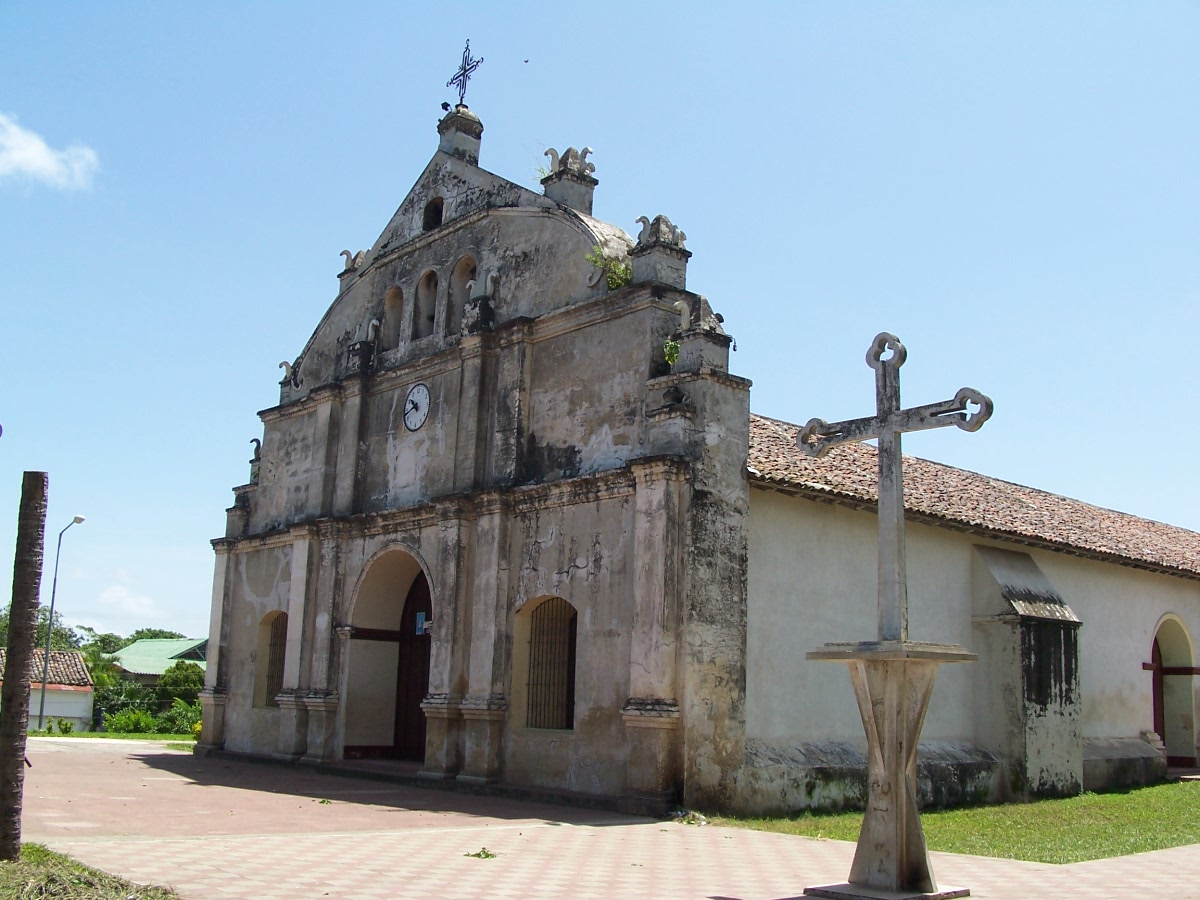
Parroquia Santa Ana.

- Iglesia de Santa Ana. El templo data de 1663, es de estilo barroco colonial. Fue reconstruido en 1945 sufriendo grandes alteraciones. Durante estas obras se encontraron diferentes enterramientos, algunos, según dicen, de época anterior a la conquista. Su piedra procede de la Laguna de Apoyo.

- Casa Natal de Sandino. La casa natal de Augusto César Sandino, Héroe Nacional de Nicaragua, reconvertida en museo y biblioteca pública, donde se expone material y documentación sobre la figura de Sandino y su obra.

## Educación
El municipio cuenta con 3 centros de educación preescolar y 9 de educación primaria, siendo el principal el centro escolar Benito Juárez. La educación secundaria está cubierta por el Instituto Nacional Augusto César Sandino (INACS), colegio El Edén y el colegio Academia de Santa María.

## Deportes
Los deportes más populares y por lo tanto más practicados son el béisbol y el fútbol. Hay varios clubes que tienen equipos con diferentes niveles de competencia. Destaca el nivel de los equipos femeninos. Existen también equipos de baloncesto.

## Festividades
Las fiestas patronales de Niquinohomo se celebran el 26 de julio y son en honor a su patrona Santa Ana. También se celebra la Asunción de María el 15 de agosto y la fiesta de la Inmaculada Concepción de María el 7 y 8 de diciembre.